# Andrew Bloxam
Andrew Bloxam (Rugby, 22 de septiembre de 1801 - Harborough Magna, 2 de febrero de 1878) fue un religioso, botánico, micólogo, explorador y naturalista británico, quien, en el navío "H.M.S. Blonde", entre 1824 a 1825, y con la bandera del Reino Unido, bajo el mando del capitán Lord George Anson Byron, y con James Macrae, recorrió Sudamérica, las islas Sandwich. Su hermano, Richard Rowland Bloxam, fue con la expedición como capellán.
Fue el cuarto hijo del también reverendo Richard Rouse Bloxam, un maestro de escuela en Rugby (Warwickshire), y de Ann(e) Lawrence, hermana del pintor Sir Thomas Lawrence. Fue educado en la Escuela de Rugby entre 1809 y Worcester College, Oxford de 1820.Uno de sus hijos, Andrew Rohy Bloxam, de Christchurch, Nueva Zelanda, también fue naturalista.
En sus últimos años tuvo un especial interés en la botánica. La mayoría de sus colecciones, de los viajes, finalmente se hallan en el Museo Británico.

## Algunas publicaciones
- 1862. Letter to Churchill Babington from Andrew Bloxam. 2 pp.
- Leicestershire Cellular Cryptogamia

### Libros
- andrew Bloxam, stella m. Jones. 1925. Diary of Andrew Bloxam: naturalist of the "Blonde" on her trip from England to the Hawaiian islands, 1824-25. Volumen 10 de Bernice P. Bishop Museum special publication. Ed. Museum. 96 pp.
- thomas russell Potter, joseph beete Jukes, andrew Bloxam, churchill Babington. 1842. The history and antiquities of Charnwood Forest: with appendix on the geology, botany and ornithology of the district ; the geology by J. B. Jukes, the botany by the Rev. Andrew Bloxam and Churchill Babington, and the ornithology by Churchill Babington. Ed. Hamilton, Adams & Co. 272 pp. Reimprimió Kessinger Pub Co. 2010. 332 pp. ISBN 1-162-26121-8
- 1829. A description of Bradgate park, and the adjacent country; with remarks on the natural history of Charnwood forest, and a memoir of lady Jane Grey. 86 pp. Reimprimió Kessinger Pub Co. 2010. 86 pp. ISBN 1-162-08767-6
- george anson Byron, andrew Bloxam. 1826. Voyage of H.M.S. Blonde to the Sandwich Islands, in ... 1824-1825. 260 pp.

## Eponimia
Género de hongo
- Bloxamia Berk. Broome 1854 (hoy Sphaeriacei[1]). Bloxam dio nuevos nombres científicos a por lo menos 11 especies de hongos en el Index Fungorum, incluyendo a Hygrocybe colemanniana.[2]

Especies
- (Rosaceae) Rubus bloxamianus Coleman ex Baker[3]
- (Rosaceae) Rubus bloxamii Boreau ex Lees[4][5]

## Bibliografía

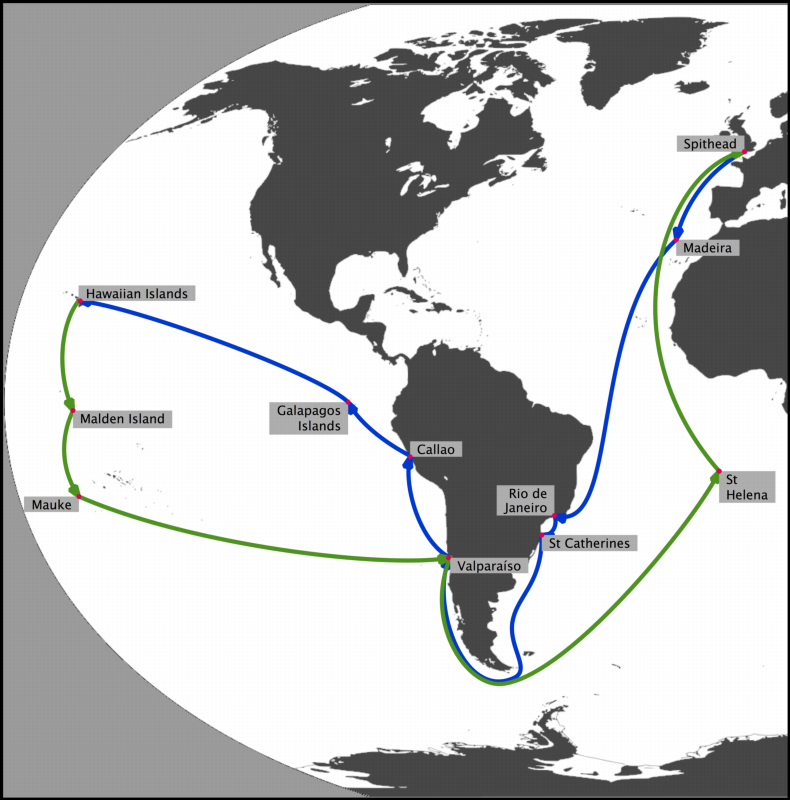
Carta del Viaje del Blonde, con los principales lugares visitados (las líneas entre esos lugares son esquemáticas, no representan la ruta real.) El viaje a Hawái se muestra en azul, el retorno en verde